# Discografia de Porter Robinson
A seguir apresenta-se a discografia de Porter Robinson, um músico e produtor musical estadunidense. Ela é composta por dois álbuns de estúdio, dois extended plays (EPs), uma coletânea, 24 singles, três álbuns de remixes, nove remixes e um álbum de comentário. Seu primeiro lançamento foi o single "Say My Name", em 2010.
Seu EP de estreia, Spitfire, foi o primeiro lançamento do artista a entrar em alguma tabela musical. O álbum, lançado em 13 de setembro de 2011 através da OWSLA, alcançou a posição dez na Heatseeker Albums e a posição onze na Dance/Electronic Albums, ambas da Billboard. Uma das canções do álbum, "Unison", alcançou a posição 36 na Dance/Electronic Songs, também da Billboard. Em 2012, Robinson lançou "Language", sendo este o primeiro single do músico a entrar em alguma tabela musical. Notavelmente, a canção atingiu o top 10 em três tabelas, de um total de cinco: no Reino Unido, nos singles especificamente de dance do Reino Unido e na Escócia. A canção também foi certificada com um disco de ouro na Austrália.
No ano seguinte, ele lançou "Easy", com Mat Zo. Este single também entrou em cinco tabelas no total, e também alcançou o top 10 da tabela de singles de dance do Reino Unido, atingindo a sétima posição. Em 2014, Robinson lançou seu primeiro álbum de estúdio, Worlds, que alcançou o número um na tabela de álbuns de dance da Billboard, além da posição dezoito no geral, na Billboard 200. Os quatro singles do álbum e outras duas canções apareceram na Dance/Electronic Songs; uma delas, "Sad Machine", recebeu um disco de ouro nos Estados Unidos. Ele também lançou dois álbuns que originaram deste: Worlds Remixed e Worlds (Commentary).
Após um hiato de dois anos, em 2016, o artista voltou com o single "Shelter", com Madeon. Este foi o segundo lançamento de Robinson a conseguir alguma certificação, recebendo um disco de ouro nos Estados Unidos. Em 2017, ele utilizou pela primeira vez o pseudônimo Virtual Self, lançando um EP homônimo e dois singles, que fazem parte deste: "Eon Break" e "Ghost Voices". O último entrou na tabela da Bélgica, e foi indicado ao Grammy Award para melhor gravação de dance em 2019. Robinson lançou seu segundo álbum de estúdio, Nurture, em 23 de abril de 2021, atingindo a primeira posição na Dance/Electronic Albums e com todas as canções entrando na Dance/Electronic Songs.

## Álbuns

### Álbuns de estúdio
| Ano  | Título                                         | Posições de pico | Posições de pico | Posições de pico | Posições de pico | Posições de pico | Posições de pico | Posições de pico | Posições de pico | Vendas        |
| Ano  | Título                                         | EUA              | AUS              | CAN              | JAP              | PB               | RU               | RU Dance         | EUA Dance        | Vendas        |
| ---- | ---------------------------------------------- | ---------------- | ---------------- | ---------------- | ---------------- | ---------------- | ---------------- | ---------------- | ---------------- | ------------- |
| 2014 | Worlds - Formatos: CD, vinil, download digital | 18               | 13               | —                | —                | 96               | 86               | 13               | 1                | ?             |
| 2021 | Nurture - Formatos: Download digital           | 52               | 27               | 57               | 74               | —                | —                | 5                | 1                | - EUA: 14 000 |

### Álbuns deremixes
| Ano  | Título                                                |
| ---- | ----------------------------------------------------- |
| 2012 | Spitfire EP Bonus Remixes - Formato: Download digital |
| 2015 | Worlds Remixed - Formato: Download digital            |
| 2020 | Get Your Wish (Remixes) - Formato: Download digital   |

### Álbuns de comentário
| Ano  | Título                                           |
| ---- | ------------------------------------------------ |
| 2014 | Worlds (Commentary) - Formatos: Download digital |

### Extended plays
| Ano  | Título                                                        | Posições de pico | Posições de pico |
| Ano  | Título                                                        | EUA Dance        | EUA Heat         |
| ---- | ------------------------------------------------------------- | ---------------- | ---------------- |
| 2011 | Spitfire - Formatos: Download digital, CD                     | 11               | 10               |
| 2017 | Virtual Self (como Virtual Self) - Formatos: Download digital | 8                | 21               |

### Coletâneas
| Ano  | Título |
| ---- | --- |
| 2017 | Shelter: Complete Edition - Lançamento: 15 de fevereiro de 2017 - Gravadora: Neowing Daikou - Formatos: CD, Blu-ray |

## Singles
| Ano                                                                                         | Título                                                                       | Posições de pico | Posições de pico | Posições de pico | Posições de pico | Posições de pico | Posições de pico | Posições de pico | Posições de pico | Certificações           | Álbum          |
| Ano                                                                                         | Título                                                                       | EUA Dance        | BEL              | FRA              | IRL              | JAP              | ESC              | RU               | RU Dance         | Certificações           | Álbum          |
| ------------------------------------------------------------------------------------------- | ---------------------------------------------------------------------------- | ---------------- | ---------------- | ---------------- | ---------------- | ---------------- | ---------------- | ---------------- | ---------------- | ----------------------- | -------------- |
| 2010                                                                                        | "Say My Name"                                                                | —                | —                | —                | —                | —                | —                | —                | —                | —                       | —              |
| 2010                                                                                        | "Hello" (com Lazy Rich e Sue Cho)                                            | —                | —                | —                | —                | —                | —                | —                | —                | —                       | —              |
| 2011                                                                                        | "The Wildcat"                                                                | —                | —                | —                | —                | —                | —                | —                | —                | —                       | —              |
| 2012                                                                                        | "I'm on Fire"                                                                | —                | —                | —                | —                | —                | —                | —                | —                | —                       | —              |
| 2012                                                                                        | "Language" (com participação especial de Heather Bright)                     | 33               | —                | —                | 63               | —                | 4                | 9                | 3                | - AUS: Ouro - RU: Prata | —              |
| 2013                                                                                        | "Easy" (com Mat Zo)                                                          | 29               | 92               | —                | —                | —                | 21               | 28               | 7                | —                       | Damage Control |
| 2014                                                                                        | "Sea of Voices"                                                              | 40               | —                | —                | —                | —                | —                | —                | —                | —                       | Worlds         |
| 2014                                                                                        | "Sad Machine"                                                                | 29               | —                | —                | —                | —                | —                | —                | —                | - EUA: Ouro             | Worlds         |
| 2014                                                                                        | "Lionhearted" (com participação especial de Urban Cone)                      | 25               | 40               | —                | —                | —                | —                | —                | —                | —                       | Worlds         |
| 2014                                                                                        | "Flicker"                                                                    | 34               | —                | —                | —                | —                | —                | —                | —                | —                       | Worlds         |
| 2016                                                                                        | "Shelter" (com Madeon)                                                       | 16               | 30               | 126              | —                | 64               | —                | —                | —                | - EUA: Ouro             | —              |
| 2017                                                                                        | "Eon Break" (como Virtual Self)                                              | —                | —                | —                | —                | —                | —                | —                | —                | —                       | Virtual Self   |
| 2017                                                                                        | "Ghost Voices" (como Virtual Self)                                           | —                | 19               | —                | —                | —                | —                | —                | —                | —                       | Virtual Self   |
| 2018                                                                                        | "Angel Voices" (como Virtual Self)                                           | —                | —                | —                | —                | —                | —                | —                | —                | —                       | —              |
| 2020                                                                                        | "Get Your Wish"                                                              | 12               | —                | —                | —                | —                | —                | —                | —                | —                       | Nurture        |
| 2020                                                                                        | "Something Comforting"                                                       | 12               | —                | —                | —                | —                | —                | —                | —                | —                       | Nurture        |
| 2020                                                                                        | "Mirror"                                                                     | 32               | —                | —                | —                | —                | —                | —                | —                | —                       | Nurture        |
| 2021                                                                                        | "Look at the Sky"                                                            | 12               | —                | —                | —                | —                | —                | —                | —                | —                       | Nurture        |
| 2021                                                                                        | "Musician"                                                                   | 37               | —                | —                | —                | —                | —                | —                | —                | —                       | Nurture        |
| 2021                                                                                        | "Unfold" (com Totally Enormous Extinct Dinosaurs)                            | 19               | —                | —                | —                | —                | —                | —                | —                | —                       | Nurture        |
| 2022                                                                                        | "Everything Goes On" (com League of Legends)                                 | 9                | —                | —                | —                | —                | —                | —                | —                | —                       | —              |
| 2023                                                                                        | "Still Here (With The Ones That I Came With)" (com Skrillex e Bibi Bourelly) | 27               | —                | —                | —                | —                | —                | —                | —                | —                       | Quest for Fire |
| 2023                                                                                        | "Humansongs" (como Po-uta)                                                   | —                | —                | —                | —                | —                | —                | —                | —                | —                       | —              |
| 2023                                                                                        | "Circle Game (ANOHANA Ver.)" (com Galileo Galilei)                           | —                | —                | —                | —                | —                | —                | —                | —                | —                       | —              |
| "—" denota lançamentos que não entraram nas paradas ou não foram lançados nesse território. |                                                                              |                  |                  |                  |                  |                  |                  |                  |                  |                         |                |

1. ↑  Estilizado em caixa alta.

## Outras canções
- Canções não lançadas ou comercializadas oficialmente que entraram nas tabelas musicais.

| Ano  | Título                    | Posição de pico | Álbum    |
| Ano  | Título                    | EUA Dance       | Álbum    |
| ---- | ------------------------- | --------------- | -------- |
| 2011 | "Unison"                  | 36              | Spitfire |
| 2014 | "Divinity"                | 35              | Worlds   |
| 2014 | "Years of War"            | 50              | Worlds   |
| 2021 | "Lifelike"                | 28              | Nurture  |
| 2021 | "Wind Tempos"             | 30              | Nurture  |
| 2021 | "Mother"                  | 33              | Nurture  |
| 2021 | "Do-re-mi-fa-so-la-ti-do" | 35              | Nurture  |
| 2021 | "Sweet Time"              | 41              | Nurture  |
| 2021 | "Dullscythe"              | 43              | Nurture  |
| 2021 | "Blossom"                 | 46              | Nurture  |
| 2021 | "Trying to Feel Alive"    | 50              | Nurture  |

1. 1 2  Estilizado em caixa baixa.

## Remixes
| Ano  | Título                                         | Artista(s) original(is) | Álbum                   |
| ---- | ---------------------------------------------- | ----------------------- | ----------------------- |
| 2010 | "Venga"                                        | Picco                   | —                       |
| 2010 | "Wer Ist Sie?"                                 | Heiko & Maiko           | —                       |
| 2010 | "Less Go!"                                     | Spencer and Hill        | —                       |
| 2010 | "Seek Bromance"                                | Tim Berg                | —                       |
| 2010 | "We No Speak Americano"                        | Yolanda Be Cool e DCUP  | —                       |
| 2011 | "American Trash"                               | Innerpartysystem        | Never Be Content        |
| 2011 | "The Edge of Glory"                            | Lady Gaga               | Born This Way           |
| 2015 | "The Thrill"                                   | Nero                    | Between II Worlds       |
| 2020 | "Get Your Wish" (DJ Not Porter Robinson Remix) | Porter Robinson         | Get Your Wish (Remixes) |